# KT 하키선수단
KT 하키선수단(KT Hockey Team)은 1984년 창단된 대한민국의 필드하키단이다.
| 구단명   | KT 하키선수단 |
| 창단     | 1984년        |
| 감독     | 임계숙        |
| 코치     | 김성은        |
| 전력분석 | 최은영        |

## 연혁
- 1984년: KT 여자 하키단 창단
- 1986년: 서울 아시안게임 우승
- 1988년: 서울올림픽 준우승
- 1990년: 베이징 아시안게임 우승
- 1994년: 히로시마 아시안게임 우승
- 1998년: 방콕 아시안게임 우승
- 2002년: 부산 아시안게임 우승
- 2003년: 일본 3개국 대회 우승
- 2005년: 국내대회 2회 우승
- 2007년: 챔피언스 챌린지 우승
- 2008년: 독일 4개 대회 준우승, 국내대회 3회 우승
- 2009년: KT-KTF 통합
- 2010년: 아시아챔피언스 트로피 우승, 아시안게임 준우승
- 2011년: 아시아챔피언스 우승, 전국체전 3위
- 2012년: 국내대회 3회 우승
- 2013년: 제 28회 대통령기 전국시도대항 하키대회 우승
- 2014년: 인천 아시안게임 우승, 제 95회 전국체육대회 우승
- 2015년: 월드리그 3라운드 대회 준우승
- 2016년: 제 97회 전국체육대회 준우승
- 2017년: 월드리그 파이널 3위
- 2018년: 아시아챔피언스 트로피 우승
- 2020년: 2020 KBS배 전국춘계 남녀하키대회 우승